# Nina Čampulková
Nina Čampulková, rozená Kovářová (* 10. října 1945 Praha) je kladenská výtvarnice, ilustrátorka, režisérka a scenáristka animovaných filmů. Narodila se jako jediná dcera akademického malíře a grafika Vladimíra Kováře, který byl žákem Maxe Švabinského a Vratislava Nechleby. Její matka Marie, rozená Čechurová, profesorka českého jazyka, později novinářka Československé tiskové kanceláře, záhy ovdověla a o své malé děti, pětiletou Ninu a tříletého Ivana, se musela sama postarat.

## Život
Mladá Nina byla přijata na Střední umělecko-průmyslovou školu na obor Výstavnictví a aranžérství. Ninina matka v té době získala práci v tehdejší NDR a své děti si vzala s sebou. Nina v Německu pobyla jeden rok. Studovala zde housle, ruštinu a němčinu, navštěvovala výtvarné kurzy. Po návratu konečně nastoupila ke studiu SUPŠ na dnešním Olšanském náměstí. Po dokončení studia získala Nina umístěnku do Tábora jako aranžérka výkladních skříní a měla v úmyslu se dostat na UMPRUM obor Koberce a gobelíny. Okolnosti ji však přivedly ke studiu filmové a televizní grafiky u profesora Adolfa Hoffmeistera a jeho asistenta Miloslava Jágra.
Ve čtvrtém ročníku se jí narodila dcera Terezie a s manželem se přestěhovali na Kladno. Oporou jí zde byly kladenské rodačky a světové malířky sestry Válovy. V pátém ročníku se jí narodil syn Filip. Mezi lety 1979-89 pracovala pro Krátký film Praha, kde působila jako výtvarnice, scenáristka i režisérka a kde vznikaly její filmy jako Auccasin a Nicoletta, Páv není jediný, Kolik je na světě věcí, O rybáři, který nikdy nic nechytil, Dům u pěti set básníků. Syn Filip záhy emigroval do Německa. K tomu ještě po roce 1989 zanikl Krátký film.
Zdravotní stav (2015) ji brání v tvorbě. Většinu času věnuje péči o svou domácnost a čtyřnohé přátele. Její zatím poslední práce je ilustrace k písni Panna vejpůl pro obec Sedlec, vystavená na náměstí.